# Tetrastemma insolens
Tetrastemma insolens är en djurart som tillhör fylumet slemmaskar, och som beskrevs av Jirô Iwata 1952. Tetrastemma insolens ingår i släktet Tetrastemma och familjen Tetrastemmatidae. Inga underarter finns listade i Catalogue of Life.